# Hamp (slægt)
|  | For hamp som rusmiddel, se Cannabis (rusmiddel) |
Hamp (Cannabis) er en slægt i hampfamilien hjemmehørende i Centralasien og på det indiske subkontinent. Antallet af arter i slægten er omstridt. Nogle anerkender kun en enkelt art, Cannabis sativa, der inddeles i underarter eller varieteter, mens andre anerkender flere arter. Planterne i slægten anvendes både som lægemiddel og rusmiddel (f.eks. hash), og har især tidligere været anvendt til f.eks. tekstiler og tovværk på grund af stænglernes indhold af fibre.

## Anvendelse
Hamp var tidligere en vigtig kulturplante, der blev anvendt for sine lange plantefibre og olierige frø. Nogle hampsorter er blevet forædlet til at have et maksimalt indhold af tetrahydrocannabinol (THC), det vigtigste psykoaktive stof i planten. Modsat er der sket en forædling af industriel hamp, for at opnå et minimalt indhold af THC og et højt indhold af fibre. Globalt blev der i 2013 legalt produceret 60.400 kg cannabis. I 2014 fandtes skønsmæssigt 183 millioner brugere i verden af cannabis (3,8% af 15- til 64-årige).

## Navne
Navnet Cannabis menes at komme fra et indisk navn på hamp som anvendtes af Herodot.
På engelsk kaldes planten for Cannabis og nyttefibrene for hamp (hemp). På dansk anvendes disse to navne synonymt om planten. Når planten anvendes som rusmiddel, kaldes de tørrede blomster og blade for marihuana, mens opsamlet kirtelsekret (harpiks) fra blomsterne kaldes hash.

## Kendetegn
Medlemmer af slægten Cannabis er enårige tvebo urter, det vil sige med han- og hunblomster på forskellige planter. Stænglen er opret med spredte eller modsatte blade, der er fingrede med 3 til 7 savtakkede småblade. Blomsterne er enkønnede, vindbestøvede, femtallige og uanselige. Hunblomsterne sidder parvis i toppen af skuddet. De er omsluttet af et skålformet grønt bloster og har to lange støvfang. Blomsterstanden er kirtelhåret. Frugten er en nød. Kromosomtallet er 2n = 20.

## Systematik
Slægten Cannabis blev oprindeligt oprettet af Carl von Linné i 1753 som en slægt med kun en enkelt art, Cannabis sativa. Der skete siden en opdeling, da den franske botaniker Jean-Baptiste de Lamarck i 1785 kaldte indisk hamp for Cannabis indica ud fra morfologiske karakterer og dens berusende egenskaber og da den russiske botaniker Dmitrij E. Janischewsky som den første i 1926 beskrev arten Cannabis ruderalis. I det 20. århundrede var systematikken i høj grad omstridt. Modsat en opdeling i tre arter, mente nogle at alle typer af hamp skulle opfattes som underarter eller varieteter af Cannabis sativa. I nogle tilfælde blev også yderligere arter beskrevet, der dog som regel ikke blev bredt anerkendt.
I 2003 foretog amerikaneren Karl W. Hillig en genetisk undersøgelse af 157 populationer fra hele verden, der bekræftede Cannabis sativa og Cannabis indica som arter. Cannabis ruderalis som selvstændig art kunne dog ikke bekræftes med sikkerhed. På denne baggrund indeholder slægten to arter, Cannabis sativa og Cannabis indica:
- Cannabis sativa L. (hamp)
  - Cannabis sativa var. sativa, anvendes både som industriel hamp, rusmiddel og medicin
  - Cannabis sativa var. spontanea Vav. (syn. Cannabis ruderalis), vilde former fra Centralasien
- Cannabis indica Lam. (indisk hamp), anvendes som rusmiddel eller i medicin

### Cannabis indica
Der er for få eller ingen kildehenvisninger i dette afsnit, hvilket er et problem. Du kan hjælpe ved at angive troværdige kilder til de påstande, som fremføres.

Cannabis indica omfatter angiveligt oprindelige sorter fra Afghanistan, Marokko og Tibet. Indica planten er lav, ca. 30–200 cm. C. indica er fra naturens hånd en et-årig plante, men den kan som alle Cannabis kemotyper overleve mange år og opnå uhyrlige størrelser via manipulation med fotoperioden, uden at gå i blomst vel at mærke. Bladene på planten sidder tæt og er ofte mere mørkegrønne, brede og groft takkede end Cannabis sativa blade. C. indica blomsterne sidder i nogle mere samlede og større, federe skud. Planternes blomst har en meget stærk, krydret og kraftig duft. Planten går hurtigere i blomst end C. sativa fordi fotoperioden i dele af verden kategoriseret som oprindelsesregioner for C. indica er kortere. Planten skal altså med andre ord skynde sig mere i disse dele af verden. Cannabis indica producerer langt flere glandulære trichomer (mikroskopiske kirtler indeholdende psykoaktive- og aromatiske kemiske forbindelser, der dækker den blomstrende hunplante) end Cannabis sativa eller C. ruderalis.

### Cannabis sativa
Der er for få eller ingen kildehenvisninger i dette afsnit, hvilket er et problem. Du kan hjælpe ved at angive troværdige kilder til de påstande, som fremføres.

C. sativa sorter har derimod lange, åbne forgreninger og "luftige" "åbne" topskud (blomsterstande). Cannabis sativa er en høj, tynd plante. Dens farve er ofte mere lysegrøn end Cannabis indica, og dens blomster er mere spredte og tyndere (luftige, lav densitet). C. sativa kan blive op til omkring de 12 meter høj på en sæson, dog aldrig indendørs eller i upassende klima. Planten kan leve i mange år under de rette forhold (manipulation med fotoperioden). Sativa plantesorten kommer angiveligt oprindeligt fra Colombia, Mexico, Thailand og sydøst-Asien. Det tager måneder, før planten går i blomst.

### Cannabis ruderalis
Der er for få eller ingen kildehenvisninger i dette afsnit, hvilket er et problem. Du kan hjælpe ved at angive troværdige kilder til de påstande, som fremføres.

Cannabis ruderalis er en plante, som meget hurtigt og uafhængigt af lys går i blomst efter vækststadiets afslutning. Planten kommer oprindeligt fra Asien og findes i dag levende vildt i fx Rusland, hvor den pga. fotoperiodens længde og sammensætning har måttet afskaffe brug af fotoperioden, som målesten for hvornår den får størst udbytte ud af at blomstre. Cannabis ruderalis blomstrer altid efter at et genetisk bestemt tidsrum er passeret. Planten er omkring 45–200 cm. Den har ikke specielt mange skud og grene.

## Retslige forhold
Det er i Danmark, samt mange andre steder i EU, ikke tilladt at så og dyrke hamp uden tilladelse. I Danmark skal tilladelsen søges hos Sundhedsstyrelsen som inddrager Rigspolitiet i ansøgningen. Hvis man ikke har tilladelse overtrædes loven om euforiserende stoffer, som straffes med bøde eller fængsel indtil 2 år.

## De også
- Cannabis industrialis - industrihamp har lavt rusmiddelindhold THC<0,2%

## Eksterne links
- Vikingerne dyrkede hamp. Videnskab.dk
- Hamp: Naturens glemte fødevare. Helse-nyt Arkiveret 16. august 2013 hos  Wayback Machine
- Genteknologi fjerner giften fra farlige planter. Videnskab.dk
- Hampafakta - Svensk side om hamp